# Чанда Сахиб
Чанда Сахиб (урду چندا صاحب‎‎; ? — 12 июня 1752) — де-факто наваб Карнатика (1749—1752). Пользовался поддержкой французов. После своего поражения в битве при Аркоте в 1751 году он был захвачен в плен маратхами Танджавура и казнён.
Зять наваба Карнатика Дост Али-хана (1732—1740), под руководством которого он работал деваном.
Чанда Сахиб был союзником французов и аннексировал Мадурайский Наяк, а также был объявлен навабом и сумел включить Танджор и Тиннивелли во владения Империи Великих Моголов.
Чанда Сахиб был ослаблен постоянными нападениями маратхами и был побеждён своим соперником Мухаммедом Али Ханом Валладжей. После того, как его войска были разбиты Робертом Клайвом и маратхами, он попытался восстановить свои потери, но был обезглавлен в Танджоре во время мятежа индуистских подданных.

## Ранняя жизнь
Его настоящее имя — Хусейн Дост-Хан.
Чанда Сахиб добивался возведения в сан от императора Империи Великих Моголов Ахмад-Шаха Бахадура, объявив себя «навабом Тинневелли», и собрал свою собственную армию в 3500 человек и даже получил 400 французских пехотинцев от французского генерал губернатора Индии Дюплекса.

## Покорение Мадурая
Виджая Ранга Чокканатха скончался в 1731 году, и его преемницей стала его вдова Минакши (1731—1736), которая действовала в качестве регентши от имени маленького мальчика, которого она усыновила в качестве наследника своего умершего мужа. Она правила всего лишь один или два года, когда против неё поднял восстание Вангару Тирумала, отец её приёмного сына, который претендовал на трон Мадурая. В этот момент на сцену вышли представители Великих Моголов и приняли важное участие в борьбе.
С 1693 года Мадурай номинально был феодальным владением императора Великих Моголов, а с 1698 года Карнатикский регион к северу от реки Кольрун (Коллидам) находился под прямым мусульманским управлением. Местным представителем Моголов был наваб Аркота, а промежуточную власть занимал низам из Хайдарабада, который теоретически был как подчинённым императора, так и начальником наваба Аркота.
Насколько регулярно короли Танджоре и Мадурая платили свою дань, не ясно, но в 1734 году — примерно в то время, когда Минакши и Вангару Тирумала сражались за корону — наваб Аркота отправил экспедицию, чтобы потребовать дани и подчинения от королевств юга. Предводителями этой экспедиции были сын наваба Дост Али-хана Сафдар Али-хан и его племянник и доверенный советник, известный Чанда Сахиб.
Захватчики взяли Танджор штурмом и, оставив нетронутой крепость Тричинополи, прошли через Мадурай и Тирунелвели в Траванкор. По возвращении из этой экспедиции они приняли участие в борьбе Минакши и Вангару Тирумалы. Последний обратился к Сафдар Али-хану с предложением 30 000 золотых и серебряных монет, если он окажет ему помощь в борьбе против регентши Минакши. Не желая нападать на Тричинополи, мусульманский принц удовлетворился торжественным объявлением Вангару Тирумалы царём и взял 30 000 золотых и серебряных монет. Затем он удалился, оставив Чанду Сахиба приводить в исполнение своё решение, насколько это было возможно. Минакши, сразу же встревоженная таким поворотом событий, без особого труда убедила этого легкомысленного политика принять от неё дань в размере 100 000 серебряных и золотых монет и объявить, что она имеет законное право на трон.
Минакши потребовал, чтобы Чанда Сахиб поклялся на коране, что он будет верен своей клятве. Он был с честью допущен в форт Тричинополи, Вангару Тирумалу — очевидно, с доброй волей королевы, которая, казалось, не желала ему никакого вреда и позволила ему отправиться в Мадурай, чтобы править этим регионом и Тиннивелли.

## Карьера

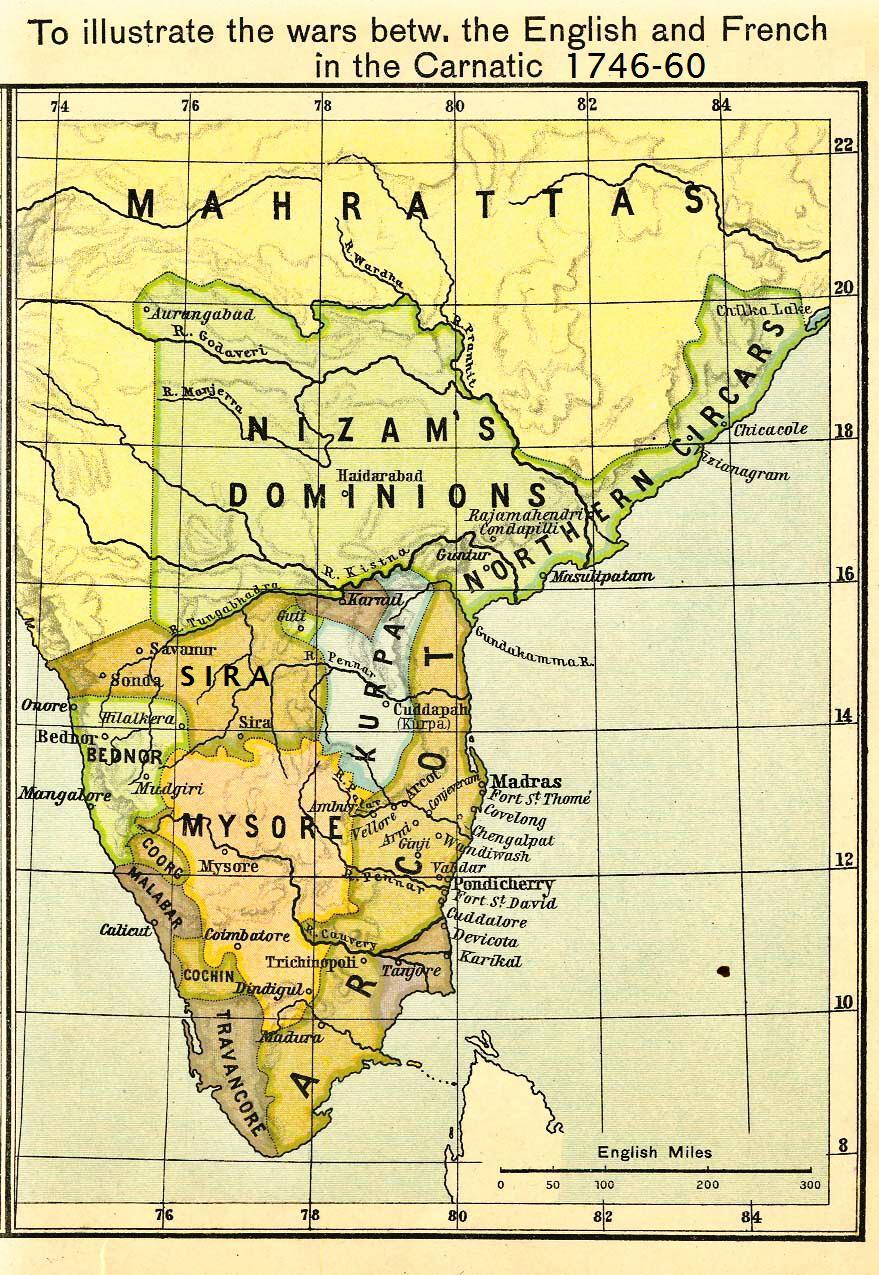
Карта Карнатик (регион), содержащая территорию Танджора, управляемую Навабом Карнатика, Чандой-Сахибом.

Чанда Сахиб принял большую дань и отбыл в Аркот. Через два года, в 1736 году, он вернулся, снова был допущен в форт Тричинополи и объявил себя навабом Карнатика и получил признание императора Великих Моголов Ахмад-шаха Бахадура.
Чанда Сахиб в конце концов выступил против Вангару Тирумалы, который все ещё правил на юге, разбил его при Аммайя-Наяккануре и Диндуккале, вынудил его укрыться в Шиваганге и занял южные провинции Мадурайского Наякства.
Какое-то время Чанда Сахиб шёл своим путём. Его успех был воспринят Навабом Аркота с подозрением и даже враждебностью. Но семейные узы не позволили ему начать войну, и Чанда Сахиб был оставлен в покое, в то время как он укрепил укрепления Тричинополи и назначил двух своих братьев наместниками крепостей Диндуккал и Мадурай. Именно в этот период он подчинил себе короля Танджора, хотя и не аннексировал его территорию, и вынудил их уступить Карикал французам. 14 февраля 1739 года Карикал стал французской колонией.

## Маратхская интервенция (1740—1743)
Не в силах помочь себе против европейцев и подданных Великого Могола, царь Танджора и Вангару Тирумала призвали на помощь маратхов Сатары из Махараштры.
Эти карнатикские маратхи имели свои собственные претензии к мусульманам Аркота, с которыми Чанда Сахиб все ещё отождествлялся, из-за долгой задержки выплаты чаутов, или одной четверти их доходов, которые они обещали в обмен на вывод маратхов из своей страны и прекращение их вторжений.
Поэтому в начале 1740 года маратхи появились на юге с огромной армией и разгромили и убили наваба Аркота Дост Али-хана на перевале Дамалчеруву (20 мая 1740 года), ныне — округ Читтур. Затем они пришли к соглашению с его сыном, Сафдар Али-ханом, признали его как наваба, в свою очередь, Сафдар Али-хан принял сюзеренитет маратхов и обязался выплачивать маратхам компенсацию в размере 40 лакхов рупий и регулярную чауту.
С навабом Аркота сильно ослабел и Чанда Сахиб, который был захвачен и заключён в тюрьму маратхами при осаде Тируччираппалли (1741) во главе с военачальником Рагхуджи Бхонсле по приказу чхаттрапати Шаху.
В 1741 году разразилась Траванкорско-голландская война, в ходе которой подданные Великого Могола проводили политику поддержки европейского торгового присутствия на Индийском субконтиненте.

## Наваб из Карнатика
В 1748 году после смерти Низама Хайдарабада на юге разразилась гражданская война за престолонаследие между его вторым сыном, Насиром Джангом и внуком, Музаффаром Джангом. Кроме того, Чанда Сахиб начал заговор против наваба Анвар-уд-дина Мухаммад-хана в Карнатике. Это привело ко Второй Карнатикской войне.

## Поражение при Аркоте

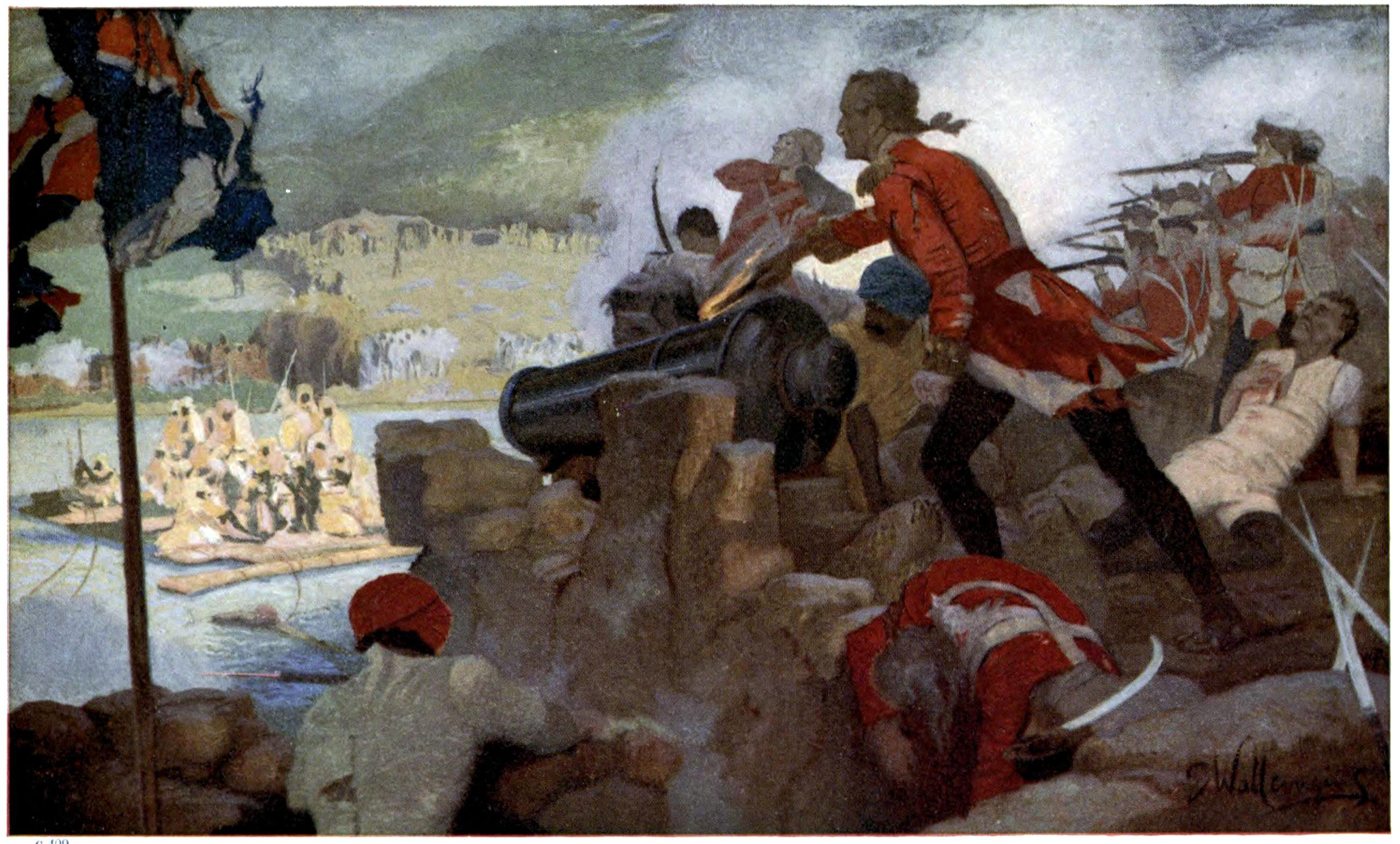
Роберт Клайв во время осады Аркота (1751)

В 1751 году продолжалась междоусобная борьба за власть между Мухаммадом Али-ханом Валладжахом (который был сыном предыдущего наваба Аркота Анвар-уд-дина и, следовательно, законным претендентом) и Чандой Сахибом. Французский генерал-губернатор Дюплекс встал на сторону Чанды Сахиба и Музаффара Джанга, чтобы привести их к власти в своих соответствующих государствах. Но вскоре вмешались англичане. Чтобы нивелировать французское влияние, они стали поддерживать Насира Джанга и Мухаммада Али-хана Валладжаху. Чанда Сахиб первоначально преуспел и стал навабом, заставив Мухаммада Али-хана Валладжах бежать в крепость Тируччираппалли.

## Поражение при Тричинополи
Чанда Сахиб последовал за ним и с помощью французов возглавил осаду Тричинополи (1751—1752). Мухаммад Али-хан Валладжах и поддерживающие его английские войска находились в тяжёлом положении. Небольшой английский отряд из 300 солдат предпринял отвлекающую атаку на Аркот, чтобы отвлечь армию Чанда Сахиба от Тричинополи. Чанда Сахиб послал 10-тысячный отряд под командованием своего сына Разы Сахиба, чтобы отвоевать Аркот. Разе Сахибу помогала армия Неллора, а Мухаммад Юсуф-хан, возможно, был субадаром в этой армии. Там он был разбит английскими войсками, которых, в основном набирали, из коренных индийцев.

## Смерть
В Аркоте, а затем в Каверипаккаме (Койладии) Раза Сахиб, сын Чанды Сахиба, был разбит и позже убит британцами.
После этого Чанда Сахиб бежал в Танджор, который недавно был захвачен «маратхской армией Танджора». Он был обезглавлен танджорским Раджой по имени Пратап Сингх.
Англичане быстро утвердили Мухаммада Али-хана Валладжаху в качестве наваба Аркота, и большая часть туземных сил Чанды Сахиба перешла на сторону англичан.